# Pamong
Pamong is een bestuurslaag in het regentschap Serang van de provincie Banten, Indonesië. Pamong telt 3252 inwoners (volkstelling 2010).